# Mycoplasma yeatsii
Mycoplasma yeatsii è una specie di batterio appartenente alla famiglia delle Mycoplasmataceae.